# ناتسوکو تاکاهاشی
ناتسوکو تاکاهاشی (انگلیسی: Natsuko Takahashi؛ زادهٔ) فیلم‌نامه‌نویس اهل ژاپن است. وی از سال ۱۹۹۵ میلادی تاکنون مشغول فعالیت بوده‌است.